# اچلو
اچلو (به لاتین: Achelu) در سری‌لانکا است که در استان شمالی (سری‌لانکا) واقع شده‌است.